# Eiji Morioka
Eiji Morioka (jap. 森岡 栄治, Morioka Eiji; * 8. Juni 1946 in Taishō-ku, Osaka, Japan; † 9. November 2004) war ein japanischer Bantamgewichtsboxer.

## Laufbahn
Bei den Olympischen Spielen 1968 in Mexiko-Stadt gewann er die Bronzemedaille im Bantamgewicht. Im Halbfinale unterlag er Waleri Sokolow aus der Sowjetunion nach Punkten.
Seine 1969 begonnene Profikarriere währte nur zehn Kämpfe. Sein Versuch japanischer Bantamgewichtsmeister zu werden, scheiterte im Juli 1970 an Shintaro Uchiyama. Nach einer weiteren Niederlage im September zog sich Morioka vom Boxsport zurück.